# Helmut Roloff
Helmut Roloff (Gießen, 9 ottobre 1912 – Berlino, 29 settembre 2001) è stato un pianista e insegnante tedesco, combattente contro il regime nazista.
Nel settembre 1942 fu arrestato a Berlino perché appartenente all'Orchestra Rossa. Nella Berlino Ovest del dopoguerra, insegnò nell'Accademia di Musica (in tedesco Hochschule für Musik Berlin), di cui fu anche direttore prima del pensionamente nel 1978.

## Biografia
Nacque a Gießen, nell'Assia-Darmstadt. Il padre Gustav era un professore di storia, in particolare della politica coloniale europea e dell'equilibrio di potere continentale; la madre Elisabeth, dotata di talento musicale, avviò il figlio allo studio del pianoforte ma tuttavia il giovane Helmut si dedicò prima agli studi in legge.
In seguito all'ascesa al potere del nazismo nel 1933, Roloff, frequentatore della casa del giurista di Lipsia Leo Rosenberg, fu testimone degli effetti delle vessazioni autorizzate perpetrate nei confronti degli ebrei. Cominciò a pensare alla musica come a una carriera in cui non sarebbe stato direttamente implicato nella corruzione della legge. Nel frattempo la vita di Roloff e dei suoi genitori stava diventando insostenibile a Gießen. Il 1° aprile 1933, giorno del primo boicottaggio nazista delle imprese ebraiche, suo padre camminò vistosamente con un collega ebreo in città. Roloff ricorda:"un grande afflusso di pecore che si arruolavano volontariamente nelle SA [...] non credo che ci fosse uno solo dei miei amici e conoscenti che non si fosse arruolato". Nel 1936 la famiglia si trasferì a Berlino in completo anonimato.
Nel 1935 si diplomò alla Hochschule für Musik (HfM, oggi nota come Universität der Künste Berlin, Fakultät 3), dalla quale erano già stati espulsi gli insegnanti ebrei come Leonid Kreutzer, Emanuel Feuermann e Arthur Schnabel. Roloff studiò con Richard Rössler e poi, nel 1938, privatamente con Wladimir Horbowski, che lo presentò alla famiglia Mendelssohn. Insieme a Horbowski, Roloff ottenne un incarico come insegnante presso il Conservatorio Klindworth-Scharwenka e iniziò a dare concerti.
L'abitazione berlinese della famiglia si trovava in quello che Roloff descrisse come un "edificio totalmente ebraico". Gli arresti e le deportazioni contro gli ebrei ebbero inizio nel 1939, provocando anche il suicidio di un vicino. Roloff dichiarò:"Se la gente dice che non sapeva di queste cose, non è vero. La gente sapeva. In molti a Berlino sapevano che gli ebrei venivano ammassati alla stazione di Grunewald e portati a est".

## Resistenza al tempo di guerra
Lo storico della musica Fred K. Prieberg osservò che nel Terzo Reich due terzi dei musicisti, molti dei quali attivi prima del 1933, "ritennero opportuno aderire in fretta allo NSDAP" (una percentuale diventata poi più alta di quella dei medici, la categoria professionale ritenuta più nazificata tra le professioni, oltre agli avvocati, per i quali c'era poca scelta). Roloff rappresentò un'eccezione, non solo per il rifiuto all'iscrizione al partito ma anche per l'opposizione al regime.
Il suo primo incontro con la resistenza organizzata avvenne nel 1937, quando fece amicizia con un pastore protestante di nome Weckerling, da poco rilasciato dalla detenzione e figura dissidente della Chiesa confessante (in tedesco Bekennende Kirche).
Nell'inverno del 1941, Roloff fu introdotto dal dentista e appassionato di musica Helmut Himpel in un gruppo di oppositori di Berlino, incentrato sulle coppie Adam e Greta Kuckhoff, Harro e Libertas Schulze-Boysen e Arvid e Mildred Harnack. Il 17 settembre 1942, la Gestapo, che aveva messo sotto sorveglianza il gruppo, perquisì l'appartamento della famiglia Roloff. Sotto un pianoforte trovarono una valigia chiusa a chiave che Himpel, dopo il precedente arresto di Harro Schulz-Boysen, aveva lasciato in custodia qualche giorno prima contenente una radiotrasmittente a onde corte (non funzionante) fornita dai sovietici.
L'arresto di Roloff fu riportato dal New York Times il 6 ottobre 1942 come parte di una "grande pulizia a Berlino": "La maggior parte degli arrestati erano intellettuali, avvocati, attori e artisti, tra cui il noto musicista tedesco Helmut Roloff, preso in custodia poche ore prima di tenere un grande concerto".
Trasferito al quartier generale della Gestapo in Prinz-Albrecht-Strasse, Roloff fu tenuto incatenato in cella per due settimane: durante gli interrogatori, sostenne la tesi secondo cui aveva pensato che la valigia contenesse mele o altri doni da parte dei pazienti di Himpel. Un ufficiale che Roloff sospettava essere un agente di polizia lo incoraggiò: "Hai presentato il tuo caso abbastanza bene. Ora continua a farlo". 
Successivamente fu trasferito nella prigione di Spandau, Roloff riuscì a coordinare la sua testimonianza con quella di Himpel e con il suo vicino di cella, il giornalista comunista John Graudenz. Il 26 gennaio 1943 Roloff fu rilasciato. Nei mesi successivi, 49 membri del gruppo (19 donne e 30 uomini), tra cui Himpel e la sua fidanzata Maria Terwiel, e John Graudenz, furono giustiziati mediante impiccagione o decapitazione nella prigione di Plötzensee.
Tra il materiale antinazista copiato da Maria Terwiel, che Roloff, Himpel, Graudenz e altri inviarono a persone in posizioni influenti, o consegnarono ai corrispondenti stranieri, o distribuirono a Berlino, c'era il sermone del vescovo von Galen nel quale condannò il programma di eutanasia Aktion T4 e un testo polemico intitolato Die Sorge um Deutschlands Zukunft geht durch das Volk. Roloff lasciò anche questo volantino scritto da Harro Schulze-Boysen con l'assistenza di John Sieg, firmato "AGIS", nelle cassette postali del distretto di Dahlem. Roloff ricordò che mostrava una "critica molto forte verso i nazisti".
I destinatari furono esortati a "diffondere questa lettera nel mondo il più efficacemente possibile! Diffondetela tra gli amici e i colleghi di lavoro!" e furono rassicurati: "Non siete soli! Iniziate a combattere di vostra iniziativa, poi in gruppo. DOMANI LA GERMANIA SARÀ NOSTRA!" 
Roloff e il gruppo cercarono di fornire assistenza agli ebrei che vivevano ancora a Berlino, mettendo al sicuro i veri documenti personali e fornendo documenti falsi.

### L'Orchestra Rossa
Roloff non si considerò mai un comunista, né per simpatia né per affiliazione, anzi la moglie Inge lo descrisse piuttosto come un "conservatore da sempre". Tuttavia, questo era il sospetto che avevano gli Alleati del settore occidentale: notarono che manteneva contatti nel settore sovietico di Berlino ed era stato ospite della missione militare polacca.
La visione della rete Harnack/Schulze-Boysen nel dopoguerra rimase molto simile a quella tracciata dai loro interrogatori. Nel 1969, le testimonianze e i verbali degli ufficiali della Gestapo e del Reichskriegsgericht alimentarono una serie di articoli sulla "storia dell'organizzazione dell'Orchestra Rossa" pubblicati dal settimanale Der Spiegel. Il regime della Germania Est rafforzò la visione del gruppo come cellula comunista manipolando la storia del gruppo per adattarla alla propria agenda politica, in particolare per consolidare l'amicizia tedesco-sovietica e legittimare la propria attività di spionaggio come antifascista.
Roloff parlò raramente della sua esperienza di guerra fino a quando non fu ampiamente intervistato da suo figlio Stefan a partire dal 1998. Sebbene avesse partecipato in prima persona, il suo gruppo si era impegnato nello spionaggio militare, infatti tre mesi prima del loro arresto, Graudenz e Harro Schulze-Boysen tentarono di comunicare agli inglesi che i tedeschi avevano violato il loro codice di comunicazione navale e tennero contatti con i sovietici. Questi contatti si rivelarono inefficaci, come evidenziato dai loro rapporti del giugno 1941, nel persuadere Stalin sui preparativi per un'invasione tedesca dell'URSS, e si rivelarono essere la loro rovina: l'Abwehr intercettò i dettagli dei contatti di Adam Kuckoff e degli Schulz-Boysen trasmessi via radio da Mosca a un agente a Bruxelles.
Le successive ricerche di Stefan Roloff confermarono ciò che altri avevano scoperto. L'Orchestra Rossa era in gran parte un mito della Guerra Fredda che univa gruppi disparati di resistenti e dissidenti non diretti dai sovietici né coordinati tra loro. Tra gli individui associati alle attività della rete Harnack/Schulze-Boysen (se ne contano forse un centinaio, il doppio dei giustiziati) si riscontrò un "pluralismo" di punti di vista politici e filosofici (in tedesco weltanschauliche Pluralität). In condizioni totalitarie, generalmente la resistenza rappresenta una decisione di natura individuale, conclude Stefan Roloff, rendendo improbabile che i gruppi che si formano (nelle "catacombe", come le definì) aderiscano a un'unica linea ideologica. Chi resiste non è per natura un seguace.
Nel 2009 il Bundestag tedesco decise all'unanimità di annullare tutte le condanne naziste per tradimento inflitte durante la guerra e di riabilitare le vittime.

## Nel dopoguerra
Al termine del conflitto, nel 1945, Roloff ottenne un incarico presso la ricostituita Accademia di Musica di Berlino (in tedesco Hochschule für Musik Berlin) a Charlottenburg. Nel 1950 fu nominato professore, poi professore ordinario nel 1953 e quindi nel 1970 direttore della scuola. Nel 1975 l'Accademia fu incorporata nell'Università delle Arti di Berlino (in tedesco Hochschule der Künste Berlin).
Roloff lavorò come concertista e insegnante di pianoforte per tutta la vita. A sei mesi dalla fine della guerra, la Berliner Rundfunk trasmise l'esecuzione di un brano di Sergej Prokof'ev interpretato da Roloff. Dall'estate del 1947 condusse seminari di musica contemporanea presso il nuovo Istituto Internazionale di Musica di Darmstadt, iniziando con esecuzioni di Paul Hindemith e Manuel de Falla. In particolare coltivò il repertorio classico-romantico. Per la Deutsche Grammaphon incise brani di Beethoven, Mendelssohn, Mozart, Weber e Schubert.
Nel 1990, Roloff è stato insignito dell'Ordine del Sacro Tesoro di III Classe dal governo giapponese, in riconoscimento dei suoi contributi alla diffusione della musica giapponese, tra cui l'insegnamento a Takahiro Sonoda, Toyoaki Matsuura e altri pianisti giapponesi.
Morì a Berlino il 29 settembre 2001.

## Nella memoria di massa
Il figlio Stefan Roloff scrisse una biografia del padre incentrata sugli anni della guerra e sul coinvolgimento nell'Orchestra Rossa, pubblicata dalla Ullstein Press nel 2004. Il suo documentario cinematografico, intitolato The Red Orchestra e trasmesso da ZDF nel 2003, è stato nominato come miglior film straniero nel 2005 dal Women Critics Circle statunitense.